# V404 Cygni
V404 Cygni è un microquasar e sistema binario a raggi X costituito da una stella ordinaria e da un buco grigio o nero, situato nella costellazione del Cigno, ad una distanza di 2,39± 0,14 kpsc (circa 7800 anni luce) dalla Terra.
Gli astronomi scoprirono la sua presenza nel 1989, quando il satellite giapponese per raggi X Ginga rilevò un burst di raggi X da un oggetto   allora noto con la sigla GS2023+338. Esso proveniva da una regione dove era stata registrata nel 1930 una nova.
Successivi studi condotti dall'Osservatorio di Mauna Kea hanno appurato che si tratta di un sistema costituito da una stella di classe spettrale K, con una massa circa il 70% del Sole, ruotante attorno ad un oggetto con massa di circa 12 volte il Sole, con un periodo di 6,5 giorni. Essendo tale massa molto superiore al limite di Oppenheimer, l'oggetto può essere solo un  buco nero.
La notevole vicinanza della stella ordinaria fa sì che essa abbia una forma allungata verso il buco nero, che le sottrae materia attraverso un disco di accrescimento. Ogni qualche decina di anni il disco raggiunge dimensioni tali da provocare violenti fenomeni che danno luogo alle forti variazioni di luminosità osservate.
Questo sistema ospita il buco nero più vicino alla Terra di cui è stata accertata l'esistenza. Studi effettuati con diversi osservatori a terra e spaziali tra cui INTEGRAL, hanno evidenziato che il materiale eiettato durante un suo periodo di attività è stato espulso in direzioni diverse in un lasso di tempo ridotto, il che ha portato a ritenere che il disco del materiale ed il buco nero siano disallineati
Osservazioni effettuate nel 2024 con dati d'archivio hanno evidenziato la presenza di una ulteriore stella distante circa 3.500 unità astronomiche (Ua) dal buco nero, equivalente a circa 100 volte la distanza tra Plutone e il Sole; tale stella avrebbe un periodo di rivoluzione di 70 mila anni.